# César Charlone (político)
César Charlone (Montevidéu, 5 de outubro de 1895 — Montevidéu, 8 de maio de 1973) foi um advogado e político uruguaio, pertencente ao Partido Colorado. Serviu como vice-presidente do Uruguai entre 1938 e 1943.
Nas eleições de 1934, foi eleito Senador, mas não ocupou o posto já que foi nomeado como ministro do Trabalho. Também desempenhou o cargo de ministro das Relações Exteriores de seu país, entre agosto de 1949 e novembro de 1950. Sua última posição no governo foi como Ministro das Finanças, em 1970, durante a presidência de Jorge Pacheco Areco.